# Americium
Americium (chemická značka Am) je sedmým členem z řady aktinoidů, třetím transuranem, silně radioaktivní kovový prvek, připravovaný uměle v jaderných reaktorech především z plutonia.

## Základní fyzikálně-chemické vlastnosti
Americium je radioaktivní kovový prvek stříbřitě bílé barvy, která se působením vzdušného kyslíku mění na šedavou. Po mechanické stránce je tvárnější než příbuzný uran nebo neptunium. Vyzařuje α a γ záření a je proto nutno s ním manipulovat za dodržování bezpečnostních opatření pro práci s radioaktivními materiály.
Ve sloučeninách se vyskytuje v mocenství od Am2+ po Am6+, přičemž nejstálejší jsou sloučeniny v oxidačním čísle +3.

## Výskyt, výroba, vlastnosti
Americium se v přírodě přirozeně nevyskytuje. Je to uměle připravený kovový prvek, tzv. transuran. Avšak množství americia bylo uvolněno do prostředí v důsledku černobylské havárie, kde se vyskytuje především v oblasti Uzavřené zóny Černobylské jaderné elektrárny (Ukrajina) a Poleské státní radiačně-ekologické rezervace (Bělorusko). Izotop 241Am s poločasem rozpadu 432,6 let vzniká rozpadem 241Pu s poločasem rozpadu 14,4 let. 241Am je tak jediný radioizotop, jehož koncentrace v půdě se s časem zvyšuje, navíc je jako alfa zářič vzhledem k 241Pu (beta zářič) mnohem toxičtější. Očekává se, že jeho koncentrace v Poleské státní radiačně-ekologické rezervaci se bude zvyšovat přibližně až do roku 2060.
Americium bylo poprvé připraveno roku 1944 bombardováním 239Pu neutrony v jaderné laboratoři chicagské university. Za jeho objevitele jsou označováni Glenn T. Seaborg, Leon O. Morgan, Ralph A. James a Albert Ghiorso. Prvek byl poté pojmenován podle světadílu, na kterém byl vyroben.
Kovové americium se připravuje redukcí fluoridu americitého AmF3 parami barya.
Je charakterizováno 20 izotopů americia z nichž jsou nejstabilnější 243Am s poločasem rozpadu 7364 let a 241Am s poločasem 432,6 let. Všechny zbývající radioaktivní izotopy mají poločas rozpadu méně než 51 hodin a většina z nich dokonce méně než 100 minut:
| Izotop | Poločas přeměny | Druh přeměny                   | Produkt přeměny       |
| ------ | --------------- | ------------------------------ | --------------------- |
| 230Am  | ≈17 s           | ε                              | 230Pu                 |
| 231Am  | ?               | ε (? %) / α (? %)              | 231Pu / 227Np         |
| 232Am  | 79 s            | ε (97 %) / α (3 %)             | 232Pu (ε )/ 228Np (α) |
| 233Am  | 3,2 m           | ε (<97 %) / α (>3 %)           | 233Pu (ε) / 229Np (α) |
| 234Am  | 2,32 m          | ε (100 %) / α (? %)            | 234Pu / 230Np         |
| 235Am  | 10,3 m          | ε (99,6 %) / α (0,4 %)         | 235Pu / 231Np         |
| 236Am  | 3,6 m           | ε (? %) / α (? %)              | 236Pu / 232Np         |
| 237Am  | 73,6 m          | ε (99,97 %) / α (0,03 %)       | 237Pu / 233Np         |
| 238Am  | 98 m            | ε (100,00 %)/ α (10−4 %)       | 238Pu / 234Np         |
| 239Am  | 11,9 h          | ε (99,99 %)/ α (0,01 %)        | 239Pu / 235Np         |
| 240Am  | 50,8 h          | ε (100,00 %)/ α (1,9×10−4 %)   | 240Pu / 236Np         |
| 241Am  | 432,6 r         | α (100,00 %)/SF (4×10−10 %)    | 237Np / různé         |
| 242Am  | 16,02 h         | β− (82,7 %)/ ε (17,3 %)        | 242Cm / 242Pu         |
| 243Am  | 7364 r          | α (100,00 %) / SF (3,7×10−9 %) | 239Np / různé         |
| 244Am  | 10,1 h          | β−                             | 244Cm                 |
| 245Am  | 2,05 h          | β−                             | 245Cm                 |
| 246Am  | 39 m            | β−                             | 246Cm                 |
| 247Am  | 23,0 m          | β−                             | 247Cm                 |
| 248Am  | ≈10 m           | β−                             | 248Cm                 |
| 249Am  | ?               | β−                             | 249Cm                 |

Všechny izotopy americia jsou radioaktivní.

## Využití, sloučeniny
Americium se používá v přesných měřících přístrojích a v detektorech kouře jako zdroj α-částic nebo γ-záření. V lékařství se používá při léčbě nádorů štítné žlázy.
Nejdůležitější sloučeninou americia je oxid americičitý AmO2, který je výchozí surovinou pro přípravu ostatních sloučenin tohoto prvku. Další v praxi významnou sloučeninou je fluorid americitý AmF3.
Dalším využitím jsou externí neutronové zdroje pro startování jaderných reaktorů, například reaktoru LR-0 v CV Řež.
Bombardováním americia urychlenými jádry vápníku vzniká moscovium:
{\displaystyle _{\ 95}^{243}{\textrm {Am}}+_{20}^{48}{\textrm {Ca}}\rightarrow _{115}^{288}{\textrm {Mc}}+3_{0}^{1}{\textrm {n}}}
{\displaystyle _{\ 95}^{243}{\textrm {Am}}+_{20}^{48}{\textrm {Ca}}\rightarrow _{115}^{287}{\textrm {Mc}}+4_{0}^{1}{\textrm {n}}}